# Графство Далем
Графство Далем — феодальное владение, существовавшее на территории современных Нидерландов и Бельгии.

## География
Из современных земель в состав графства входили:
- в нидерландской провинции Лимбург
  - в общине Эйсден-Маргратен: Кадир, Мхер, Норбек и Ост.
- в бельгийской провинции Лимбург
  - в коммуне Вурен: Мулинген, Гравенвурен и Синт-Мартенс-Вурен (с 1251 года — также и Синт-Питерс-Вурен)
- в бельгийской провинции Льеж
  - коммуна Обель (с влиятельным аббатством Годсдал)
  - в коммуне Бленьи: Мортье, Усс и Тремблё
  - в коммуне Далем: Далем, Бернё, Болбек, Фенё, Нёфшато, Сент-Андре и Верст
  - в коммуне Эрв: Жюлемон
  - коммуна Ольн
- в коммуне Визе: Шерат и Ришель

## История
Изначально графство называлось «Вурен», а его столицей был Гравенвурен, но после постройки в 1080 году замка в Далеме, на утёсе между Бервейном и Болланом, название графства сменилось на «Далем».
До 1085 года замок принадлежал Герману II Лотарингскому. С 1150 года эти земли перешли к графам Хохстаденским. В 1239 году Генрих II Брабантский отвоевал эти земли у Дирка Хохстаденского, и в 1244 году создал графство Далем. Графство Далем находилось в персональной унии с герцогством Брабант: герцог Брабанта одновременно носил титул графа Далема.
В результате Восьмидесятилетней войны графство Далем было по договору 1661 года разделено на две части: собственно Далем, Ольн, Тремблё, Фенё, Болбек, Кадир и Ост вошли в состав Республики Соединённых провинций, остальные земли остались во владении Испании. Сам раздел был произведён в 1663 году. В результате войны за испанское наследство испанская часть графства перешла к Австрии. В 1785 году в соответствии с договором в Фонтенбло основная часть территории графства была передана Австрии в обмен на австрийскую часть Валкенбюрга; у Республики Соединённых провинций остались лишь Ост и Кадир.
В 1797 году основная часть этих земель была аннексирована Францией и вошла в состав департамента Урт.